# Tridentiger kuroiwae
Tridentiger kuroiwae is een  straalvinnige vissensoort uit de familie van grondels (Gobiidae). De wetenschappelijke naam van de soort is voor het eerst geldig gepubliceerd in 1927 door Jordan & Tanaka.
De soort staat op de Rode Lijst van de IUCN als niet bedreigd, beoordelingsjaar 2007.